# Strömstad
Pour les articles homonymes, voir Stromstad.

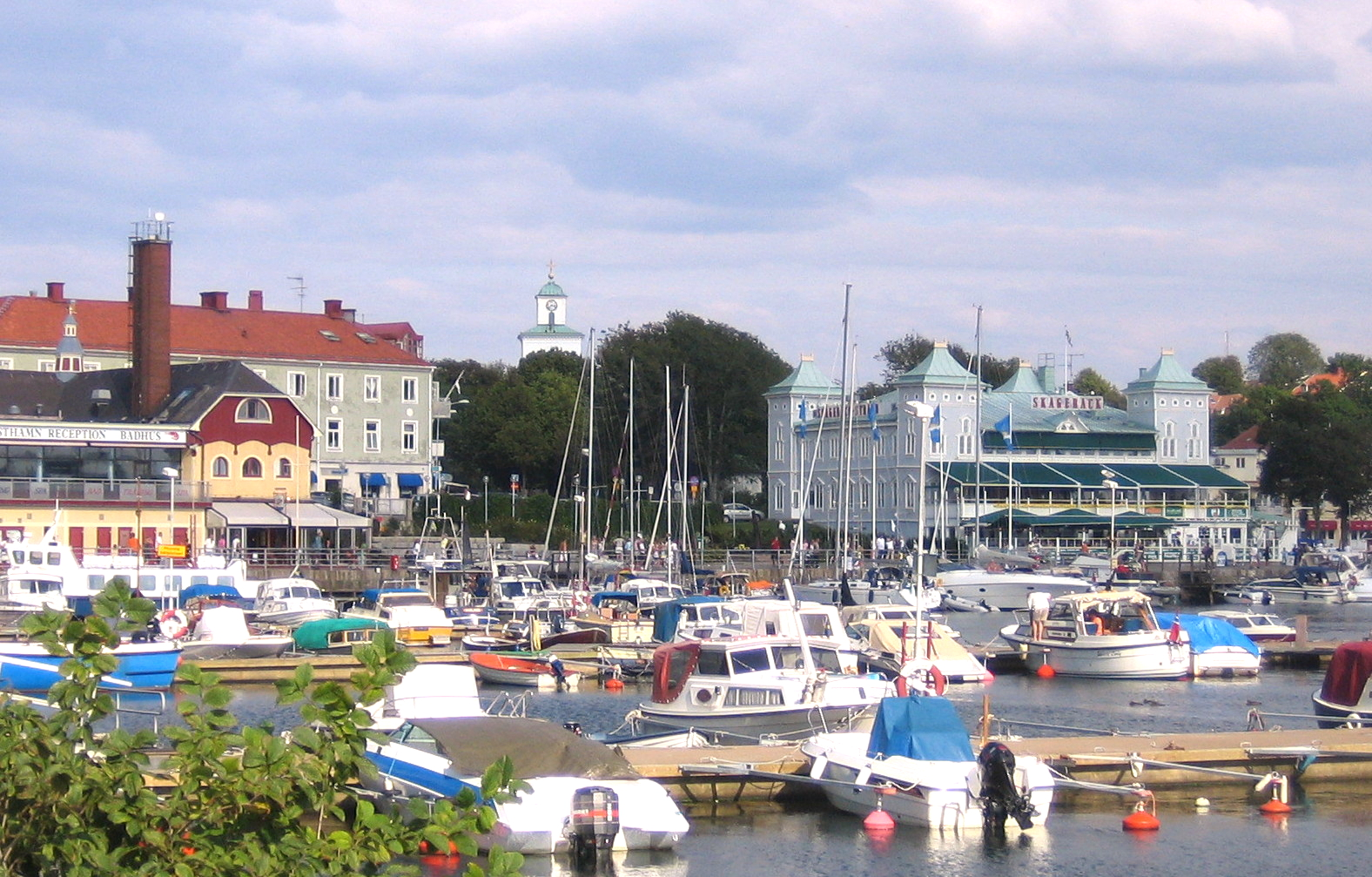

Strömstad (Strømstad en norvégien) est une ville de Suède, chef-lieu de la commune de Strömstad dans le comté de Västra Götaland. 6 110 personnes y vivent.